# سيلفيا نصار
سيلفيا نصار (بالإنجليزية: Sylvia Nasar) صحفية أمريكية، ولدت في 17 أغسطس 1947. اشتهرت بسيرتها الذاتية لجون فوربس ناش جونيور. "عقل جميل" الذي نالت عنه جائزة دائرة نقاد الكتاب الوطنية . اعتبارًا من عام 2021، أصبحت أستاذة فخرية في كلية الصحافة بجامعة كولومبيا.

## السيرة الذاتية والمهنية
ولدت نصار في روزنهايم ،  ، لأم بافارية وأب أوزبكي ، يدعى روسي نصار، انضم إلى وكالة المخابرات المركزية كضابط مخابرات. هاجرت عائلتها إلى الولايات المتحدة عام 1951،  ثم انتقلت إلى أنقرة بتركيا عام 1960. حصلت على درجة البكالوريوس في الأدب من كلية أنطاكية عام 1970 ودرجة الماجستير في الاقتصاد من جامعة نيويورك عام 1976. لمدة أربع سنوات، قامت بأبحاث مع الحائز على جائزة نوبل فاسيلي ليونتيف . انضمت إلى مجلة فورتشن في عام 1983 كمحررة، وأصبحت كاتبة عمود في مجلة يو في عام 1990. س. الأخبار والتقرير العالمي وكانت في الفترة من 1991 إلى 1999 مراسلًا اقتصاديًا لصحيفة نيويورك تايمز . هي أول أستاذة جون س. وجيمس إل نايت. في الصحافة التجارية في جامعة كولومبيا .
لنصار ثلاثة أطفال بالغين، كلارا وليلي وجاك، وتعيش في تاريتاون، نيويورك . زوجها هو داريل ماكلويد، وهو خبير اقتصادي في جامعة فوردهام 

## الجوائز والتكريمات
- 2011 : جائزة لوس أنجلوس تايم للكتاب (العلوم والتكنولوجيا)، السعي الكبير: قصة العبقرية الاقتصادية
- جائزة رون بولينك 1999، ترشيح، عقل جميل
- 1998 : جائزة دائرة نقاد الكتاب الوطنية للسيرة الذاتية، عقل جميل
- 1998 : الترشيح لجائزة بوليتزر للسيرة الذاتية، عن عقل جميل

## روابط خارجية
- سيلفيا نصار على موقع IMDb (الإنجليزية)
- سيلفيا نصار على موقع ميوزك برينز (الإنجليزية)
- سيلفيا نصار على موقع قاعدة بيانات الفيلم (الإنجليزية)